# Balthasar Glättli
Balthasar Glättli (Zurigo, 12 febbraio 1972) è un politico svizzero dei Verdi. Dal 2011 è membro del Consiglio nazionale per il Canton Zurigo. Da giugno 2020 ad aprile 2024 è stato presidente del partito.

## Biografia

### Studi e carriera professionale
Studiò filosofia, linguistica e germanistica all'Università di Zurigo, senza conseguire il licentiate. Dopo gli studi creò una società nel settore dell'informazione e della tecnologia e divenne direttore di Solidarité sans frontières, un'organizzazione incentrata sulle politiche migratorie.
Dal 2013 fino a novembre 2020 fu vicepresidente dell'Associazione Svizzera Inquilini, mentre dal 2014 al 2023 fu presidente dell'Associazione Inquilini della Svizzera Tedesca (MVD).

### Attività politica
Da marzo 1998 a novembre 2011 fece parte del consiglio comunale di Zurigo, dove da marzo 1998 a giugno 2004 fu anche capogruppo del partito.
Presentatosi alle elezioni federali del 2011, venne eletto Consigliere nazionale per il Canton Zurigo con 52 896 voti, ventottesimo tra i candidati eletti più votati del cantone. Venne rieletto alle elezioni federali del 2015 con 59 645 preferenze, il ventinovesimo candidato più votato. Anche alle successive due elezioni federali del 2019 e del 2023 venne confermato nell'incarico, rispettivamente con 85 677 preferenze (17° più votato) e 68 354 preferenze (25° più votato). 
Da giugno 2004 a gennaio 2008 fu co-presidente della sezione cantonale zurighese dei Verdi Svizzeri, mentre da dicembre 2013 fa parte della direzione nazionale. Dopo le dimissioni di Regula Rytz fu l'unico candidato alla presidenza del partito, carica che ricoprì da giugno 2020. Nel suo mandato da presidente cercò di rivendicare un seggio in Consiglio federale per i Verdi, spiegando che «Siamo il quarto partito in questo paese, ma siamo stati esclusi dal Consiglio federale. È un problema per la democrazia se il 30% degli elettori non è rappresentato in Governo». Dopo il mancato sostegno del Partito Socialista alla candidata dei Verdi Gerhard Andrey per il Consiglio federale in sostituzione di un seggio del PLR, Glättli dichiarò che alla occasione successiva il partito avrebbe anche richiesto un seggio a spese del PS.

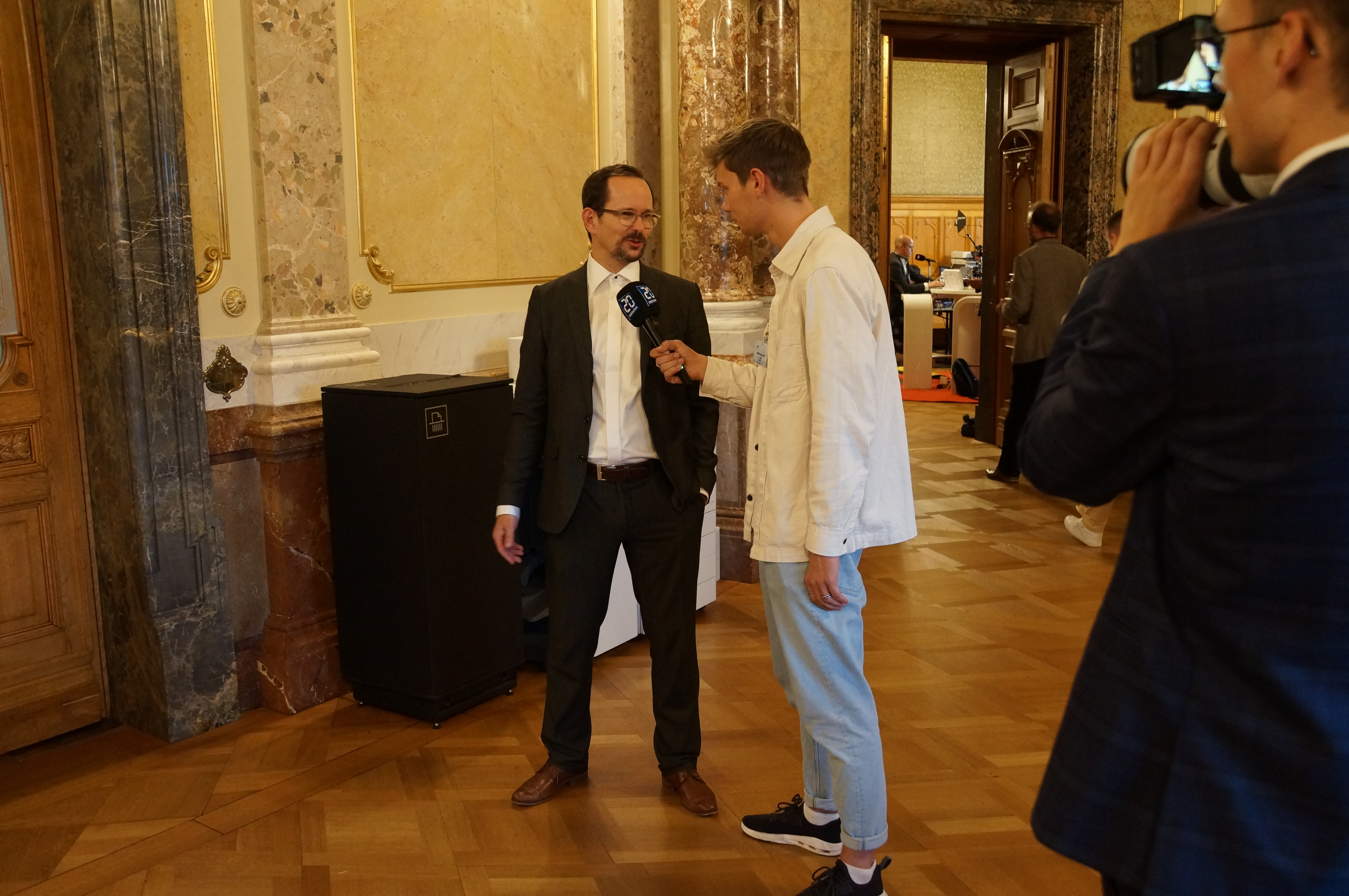
Balthasar Glättli intervistato il giorno delle elezioni federali del 2023

La sconfitta elettorale dei Verdi alle elezioni federali del 2023 gli attirò delle critiche all'interno del partito: la Consigliera nazionale Irène Kälin dichiarò infatti che «Balthasar Glättli è un brillante analista e pensatore, ma non è il migliore in campagna elettorale e non è il presidente rappresentativo di un partito che è più variopinto, più giovane e più femminile». A novembre 2023 annunciò di non voler ricandidarsi alla presidenza del partito, menzionando il cattivo risultato del partito alle elezioni federali.

### Vita privata
Cresciuto nell'Oberland zurighese, da bambino sopravvisse a una leucemia. Vive con la moglie, la parlamentare del Partito Socialista Min Li Marti, e la figlia nell'ex quartiere industriale di Zurigo.